# THE POSTMEN
THE POSTMEN（ザ ・ポストメン）は、日本のロックバンドである。

## メンバー
- 山田修（ベース・ボーカル）
- 木下圭介（ギター・ボーカル）
- 神田大介（ドラムス・ボーカル）

1997年3月リリースしたシングル「パレット」にて加入。
山田と木下の高校の同級生である。
- 神田良二（ギター・ボーカル）

1998年8月リリースしたシングル「エッジのない想い出」にて加入。
神田大介の実弟。

## 概要・略歴
共にビートルズフリークだった山田と木下の2人で大分県別府市にて結成。
当時大学生であり、2人はそれぞれ別の大学に進学していたが、お互いが帰省した際に楽器をやっていることが判明。山田が作成したデモテープがオーディションに合格したこともあり、「とりあえず一緒にやろう」というのが結成したきっかけである。
1996年6月にシングル「The Bag」でデビュー。同年11月にリリースしたシングル「OUT OF FIELDS」は日本テレビ系ドラマ『聖龍伝説』の主題歌に起用された。
1997年3月リリースしたシングル「パレット」にて山田と木下の高校の同級生であった神田大介が加入。
1998年8月リリースしたシングル「エッジのない想い出」で神田良二が加入するが、レコード会社に契約を打ち切られたことにより、1999年1月に解散した。

## ディスコグラフィ

### 参加作品
| 発売日        | タイトル                                  | 規格品番   | 曲順      | 楽曲                                                   |
| ------------- | ----------------------------------------- | ---------- | --------- | ------------------------------------------------------ |
| 1996年12月1日 | 聖龍伝説 オリジナル・サウンドトラック     | VPCD-81195 | M.19      | OUT OF FIELDS ～ある風景と風の描写～（TVヴァージョン） |
| 2004年12月8日 | 802 HEAVY ROTATIONS J-HITS COMPLETE 94-96 | MHCL-439   | Disc2/M.8 | The Bag                                                |

## タイアップ一覧
| 使用年 | 曲名                                 | タイアップ                                                                      |
| ------ | ------------------------------------ | ------------------------------------------------------------------------------- |
| 1996年 | The Bag                              | フンドーキン醤油 CMソング（九州地区のみ）                                       |
| 1996年 | The Bag                              | 日本テレビ系 単発ドラマ シナリオ登竜門'96大賞受賞作品『チキチキバンバン』主題歌 |
| 1996年 | OUT OF FIELDS ～ある風景と風の描写～ | 日本テレビ系 土曜グランド劇場『聖龍伝説 LEGEND of St. DRAGON』主題歌            |
| 1997年 | パレット                             | 日本テレビ系『スーパーJOCKEY』エンディングテーマ                                |
| 1997年 | 僕の心を貫いて                       | 日本テレビ系『TVおじゃマンモス』エンディングテーマ                              |
| 1998年 | 帰りたい季節                         | AT-X CMソング                                                                   |
| 1998年 | エッジのない想い出                   | 日本テレビ系『マチャミの全部いただきっ!!』エンディングテーマ                    |
| 1998年 | Love Song Writing                    | 中京テレビ『教児のおめざめワイド』エンディングテーマ                            |

## ヘビーローテーション/パワープレイ

### ラジオ
| 放送年 | 曲名    | ラジオヘビーローテーション/パワープレイ |
| ------ | ------- | --------------------------------------- |
| 1996年 | The Bag | FM802 1996年5月度ヘビーローテーション   |